# エチドカイン
エチドカイン（英: Etidocaine）は、アミド型の局所麻酔薬の一つ。
作用時間は長い。運動神経遮断作用が強いが、知覚神経の回復が早いので、疼痛治療には向かない:449。

## 副作用
心毒性が強い。